# Reasne, Solone
Reasne (în ucraineană Рясне) este un sat în comuna Orlove din raionul Solone, regiunea Dnipropetrovsk, Ucraina.

## Demografie
Componența lingvistică a localității Reasne
     Ucraineană (92,46%)
     Rusă (6,35%)
     Belarusă (1,19%)
Conform recensământului din 2001, majoritatea populației localității Reasne era vorbitoare de ucraineană (92,46%), existând în minoritate și vorbitori de rusă (6,35%) și belarusă (1,19%).